# TOT公共有限公司

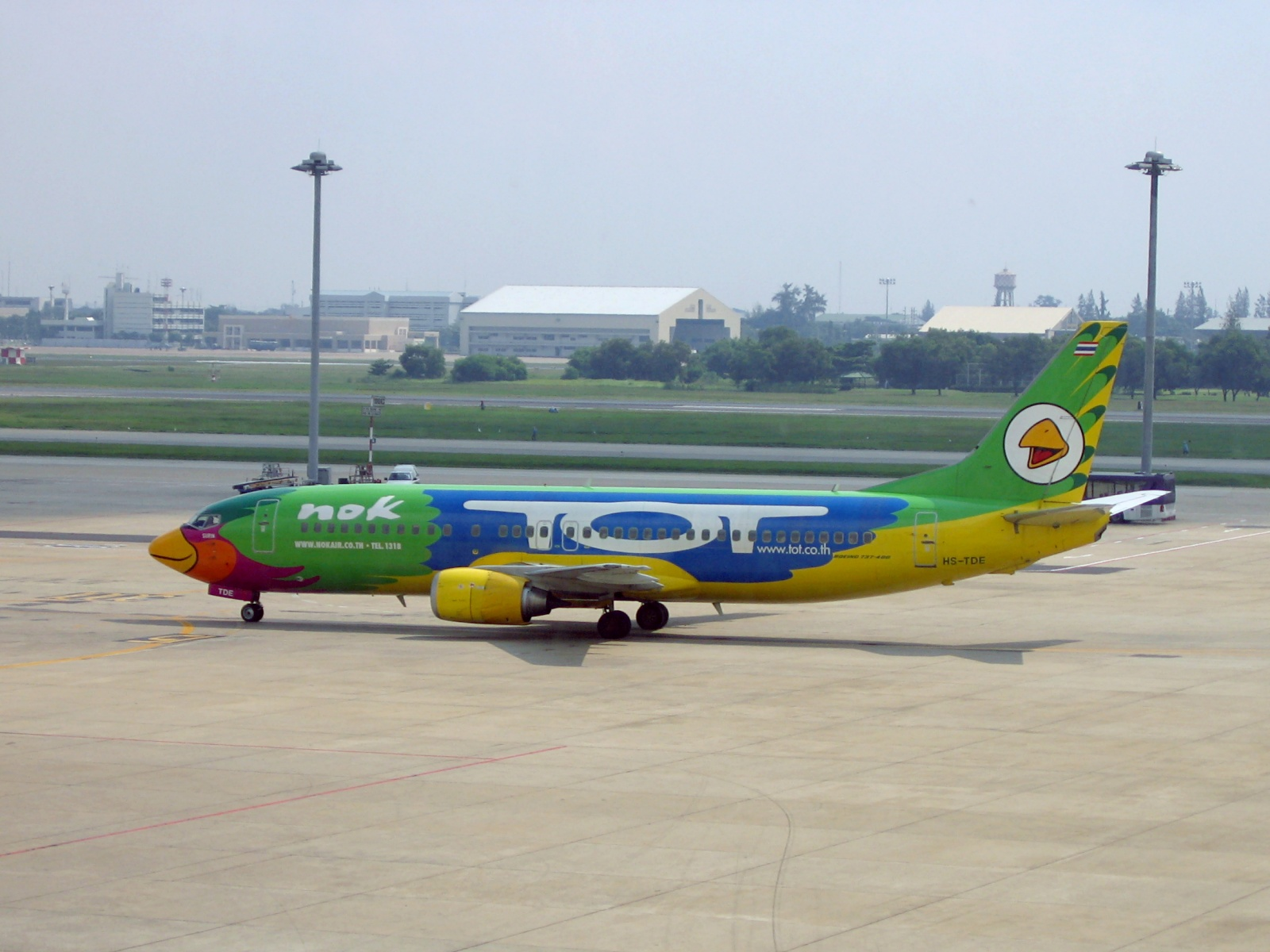
一架挪威的皇雀航空波音737-400与TOT标志

TOT公共有限公司 (泰语：ทีโอที)是一个泰国电信公司。 最初成立于1954年，公司化在2002年。TOT的主要业务是固定线路电话，它还有一些其他业务，例如移动电话。 其目前的董事长为Monchai Noosong，任命时间为2015年11月16日。

## 早期历史
1954年该公司成立。 它合并了电话技术员单位的邮政和电报局。 它最初有732名工作人员和一个预算的50万泰铢。 TOT提供电话服务在曼谷等泰国大都市，其中包括邦拉、隆齐和萨姆森。

## 企业状况的变化、后果以及2006年的泰国军事政变
在被废黜的政府的塔信·钦那瓦 (2001-2006年)，TOT成为一个公司，并计划正在向私有化的一部分的国家企业，通过上市泰国股票交易所。 这些计划被取消之后，2006年泰国军事政变后，总统钦那瓦被迫下台。不久之后，军政府的总统素拉育·朱拉暖宣布，计划的合并TOT与敌对状态电信企业 CAT电信 (以前的泰国电信管理局).
该政府还任命的政府助理秘书长Saprang Kalayanamitr为TOT的新任董事会主席。 
军政府取消他信政府的电信消费税的税收政策。 该信政府实行了一个消费税有关私人提供固定和手机服务，然后使电信公司中扣除的金额，他们支付的消费税，来自特许权费用，他们不得不付到国家特许权所有者TOT和CAT电信。 支付的金额的私营电信公司并没有改变。 该Surayud政府消费税取消，意味着TOT和CAT电信会接受他们的全部特许权付款。 然而，TOT被迫增加他们的股息对财政部的账户对于他们增加收入。
在2009年，TOT成了泰国第一个3G移动电话服务提供者、启动3G移动电话服务(阶段1)，通过品牌TOT3G，通过增强584基地站在曼谷及其附近以容纳500 000名的数字服务和有目标的全国复盖面的2011年年底。

## 重组计划
在2014年八月，托是由国有企业政策委员会提交的一项提议，将风下的非核心业务，允许它降低了成本。 已知的在泰国作为"superboard"，委员会设立了泰国的 国家理事会对和平和秩序 (NCPO)，负责评估行动的国有企业。 TOT重组计划包括分为六大附属公司操作，就合作伙伴与私人公司。
TOT计划，以精简其业务分为以下六个关键领域：
- 电信基础设施
- 塔
- 宽带
- 移动批发
- 信息和通信技术和云
- 国际网关/海底电缆

TOT宣布，它打算来提升其业务，通过 公共–私人伙伴关系 (PPP)和商业协定与第三方的公司。 其中的公司已表示有兴趣的合作伙伴关系TOT是： 
- 先进的信息服务 (AIS)
- 个或多个发展 [6]
- 软银 (软银Corporation)
- 洛士利Pcl。[7]
- MobileLTE [8]

## 移动虚拟网络运营商的主机
TOT也是一个主网络运营商，他主管移动虚拟网络的操作员 (移动运营商人)。
作为一月2017年，TOT有两个移动运营商操作，在其网络：
- 我-库尔3G(洛士利)
- IEC3G-重新命名为特隆IEC3G 截至2014年3月25日[9]

2016年底的移动虚拟网络的和TOT，占泰国联合市场份额的0.18%。
在2017年一月，TOT的财务报表中说明总收入为30.8亿美元。在2016年，收入为1.6亿美元，净损失的泰铢5.8亿